# Robert J. Bentley
Robert Julian Bentley, född 3 februari 1943 i Columbiana, Alabama, är en amerikansk politiker (republikan). Han var guvernör i delstaten Alabama från 17 januari 2011 till 10 april 2017.
Bentley avlade 1968 läkarexamen vid University of Alabama och tjänstgjorde sedan i USA:s flygvapen. Efter att under lång tid varit verksam som läkare, beslutade Bentley att gå med i delstatspolitiken.
Bentley besegrade demokraten Ron Sparks i guvernörsvalet i Alabama 2010.